# Carnalentejana
O Carnalentejana DOP é um produto de origem portuguesa com Denominação de Origem Protegida pela União Europeia (UE) desde 21 de junho de 1996. A Carnalentejana DOP é obtida a partir de bovinos da raça Alentejana.

## Área geográfica
A produção da Carnalentejana DOP está circunscrita a:
- todos os municípios do Distrito de Beja, Évora e Portalegre
- os municípios de Alcácer do Sal, Alcochete, Grândola, Montijo, Moita, Palmela, Setúbal, Santiago do Cacém e Sines, do Distrito de Setúbal
- os municípios de Abrantes, Almeirim, Alpiarça, Benavente, Chamusca, Constância, Coruche, Golegã, Mação, Salvaterra de Magos, Santarém, Sardoal e Vila Nova da Barquinha do Distrito de Santarém
- os municípios de Castelo Branco, Idanha-a-Nova, Proença-a-Nova e Vila Velha de Ródão do Distrito de Castelo Branco.

## Agrupamento gestor
O agrupamento gestor da denominação de origem protegida "Carnalentejana" é a Carnalentejana, S.A. - Agrupamento de Produtores de Bovinos da Raça Alentejana.